# 大谷浩一郎
大谷 浩一郎（おおたに こういちろう、1965年 - ）は、（有）クエストワークス一級建築士事務所主宰。日本の建築家。一級建築士。
茨城県生まれ。日本大学卒業。2000年 事務所開設。代表作に「もてなしの蔵」（日本民家再生協会より再生奨励賞）など。